# Данилов Олексій Степанович
Олексій Степанович Данилов (29 березня 1921 — 16 грудня 2005) — радянський військовий. Учасник Великої Вітчизняної війни. Герой Радянського Союзу (1943). Гвардії полковник.

## Життєпис

Меморіальна дошка у Харкові

Олексій Степанович Данилов народився 29 березня 1921 року в повітовому місті Пугачову Самарської губернії РРФСР (нині районний центр Саратовської області Російської Федерації) в сім'ї робітника. Росіянин. Закінчив 8 класів Пугачівської середньої школи. У 1939 році вступив до 1-о Саратовського Червонопрапорного танкового училища. Після закінчення училища в 1941 році лейтенант Олексій Данилов був направлений до 42-ї танкової дивізії Московського військового округу, де його призначили командиром взводу 42-го окремого розвідувального батальйону. Перед початком війни дивізія дислокувалася в селищі Ідріца Калінінської (наразі Псковської області).
В боях з німецько-фашистськими загарбниками лейтенант Олексій Данилов з 29 червня 1941 року у складі 42-ї танкової дивізії 21-го механізованого корпусу Північно-Західного фронту. Бойове хрещення прийняв у боях під Даугавпілс. 3 липня 1941 року Олексій Степанович брав участь у розгромі колони дивізії СС «Мертва голова» під Дагдою. 10 липня 1941 року 21-й механізований корпус був включений до складу 27-ї армії і вів оборонні бої на річках Велика і Ловать. До осені 1941 року 42-я танкова дивізія втратила всю матеріальну частину і 5 вересня 1941 року була розформована. 30 вересня 1941 року лейтенант Олексій Данилов отримав призначення у 116-й окремий танковий батальйон 27-ї армії Північно-Західного фронту, де отримав під командування танковий взвод. Однак до 20 жовтня 1941 року батальйон втратив всі танки і був розформований. 18 листопада 1941 року Олексій Степанович був направлений у 137-й окремий танковий батальйон 146-ї танкової бригади 16-ї армії Західного фронту, в складі якої брав участь у битві за Москву на істрінському напрямку. 26 листопада 1941 року командир танка Мк-3 «Валентайн» 1-ї танкової роти лейтенант Данилов в бою під селом Степаньково знищив 2 протитанкові гармати і до 30 військовослужбовців вермахту. 30 листопада 1941 року в бою під Дєдовськом він знищив два ворожих танки. 24-25 грудня 1941 року лейтенант Данилов чотири рази ходив в атаку, знищивши ворожий міномет, два кулемети з розрахунками і до взводу німецької піхоти.
У січні 1942 року Олексій Данилов брав участь у Ржевско-В'яземській операції. 27 січня 1942 року в боях у районі Козельська він був поранений і евакуйований до шпиталю. Швидко відновившись, Олексій Степанович повернувся в свою частину у званні старшого лейтенанта, проте 25 березня в боях на Гжатському напрямку він був поранений вдруге. З госпіталю Олексій Степанович був направлений у 27-ю танкову бригаду, де був призначений на посаду заступника командира 436-го окремого танкового батальйону. У квітні 1942 року бригада вирушала на Брянський фронт, де була включена у 2-й танковий корпус. У червні-липні 1942 року корпус брав участь у Воронезько-Ворошиловградській стратегічній оборонній операції спочатку у складі 5-ї танкової армії, потім у фронтовому підпорядкуванні.
На початку серпня 1942 року 2-й танковий корпус був перекинутий на Південно-Західний фронт і включений до складу 62-ї армії. Олексій Степанович брав участь у Сталінградській битві. 29 серпня 1942 року під час боїв у Сталінграді він був тяжко контужений і до кінця 1942 року перебував на лікуванні. У листопаді 1942 року Олексію Данилову було присвоєно чергове військове звання — капітан, а в січні 1943 року він отримав призначення в 45-й гвардійський танковий полк 9-ї гвардійської механізованої бригади 3-го гвардійського механізованого корпусу 51-ї армії, який воював на Південному фронті. Командир танкової роти гвардії капітан Олексій Данилов брав участь у зимовому наступі фронту, в ході якого був звільнений Ростов-на-Дону. В кінці липня 1943 року 3-й механізований корпус був перекинутий на Воронезький фронт і включений до складу 47-ї армії і брав участь у Бєлгородсько-Харківській операції Курської битви, по закінченні якої гвардії капітан Олексій Данилов був призначений помічником начальника штабу 45-го гвардійського танкового полку з оперативної роботи.
Після розгрому німецьких військ на Курській дузі війська Воронезького фронту рушили до Дніпра. В ході Сумсько-Прилуцькою операції 15 вересня 1943 року зведена танкова група 3-го гвардійського механізованого корпусу під командуванням гвардії капітана Олексія Данилова в бою за висоту 160,4 знищила до 120 солдатів і офіцерів противника і захопила 4 гармати. 16 вересня група потрапила на мінне поле і не чекаючи саперів, сама виконала в ньому прохід, забезпечивши високий темп наступу. Гвардії капітан Данилов особисто зняв до 40 протитанкових мин. Після цього танкісти Данилова прорвали ворожу оборону, знищивши 2 протитанкові гармати противника, 2 вогневі точки і до взводу піхоти. 30 вересня 1943 року зведена група Данилова форсувала Дніпро в районі села Студенець, захопила плацдарм і, відбивши контратаку противника, забезпечила переправу через Дніпро інших частин корпусу. В бою за утримання плацдарму Олексій Степанович знищив 5 ворожих танків. 5 жовтня 1943 року гвардії капітану Данилову Олексію Степановичу указом Президії Верховної Ради СРСР було присвоєно звання Героя Радянського Союзу, а 21 листопада 1943 року йому було присвоєно звання гвардії майора.
В кінці листопада 1943 року 3-й гвардійський механізований корпус був виведений в резерв Ставки Верховного Головнокомандування. 20 березня 1944 року гвардії майор Олексій Данилов був відправлений на бронетанкові курси удосконалення командного складу. На фронт він повернувся в кінці зими 1944 року. На посаді начальника штабу 29-го окремого гвардійського важкого танкового полку 4-го гвардійського танкового корпусу 5-ї гвардійської армії 1-го Українського фронту Олексій Степанович брав участь у Верхньо-Сілезькій, Берлінській і Празькій операціях. Бойовий шлях він закінчив на території Чехословаччини.
Після війни Олексій Данилов продовжив службу в бронетанкових і механізованих частинах Радянської армії. У 1956 році він закінчив Військову академію бронетанкових військ. Служив заступником начальника Харківського вищого танкового училища. 31 березня 1972 року полковник Данилов був звільнений у запас. Після звільнення з армії Олексій Степанович жив у Харкові, працював викладачем у Харківському вищому танковому училищі. 16 грудня 2005 року він помер. Похований в Харкові на міському кладовищі № 2.

## Нагороди та звання
- Медаль «Золота Зірка» (25.10.1943);
- орден Леніна (25.10.1943);
- орден Вітчизняної війни 1 ступеня (1985);
- орден Вітчизняної війни 2 ступеня — двічі (обидва 1945 рік);
- орден Червоної Зірки — тричі (14.02.1942; 24.09.1943; 1954);
- медалі, в тому числі:

медаль «За відвагу» (09.10.1943);
медаль «За оборону Сталінграда»;
медаль «За взяття Берліна»;
медаль «За визволення Праги»;
- Орден Богдана Хмельницького III ступеня (1998)[1].
- Почесний солдат 7-ї роти Харківського військового танкового училища.

## Документи
- Общедоступный электронный банк документов «Подвиг Народа в Великой Отечественной войне 1941—1945 гг.». Архів оригіналу за 13 березня 2012.

Указ Президиума Верховного Совета СССР о присвоении звания Героя Советского Союза. Архів оригіналу за 22 вересня 2012.
Орден Отечественной войны 2-й степени (наградной лист и приказ о награждении от 03.06.1945). Архів оригіналу за 22 вересня 2012.
Орден Отечественной войны 2-й степени (наградной лист и приказ о награждении от 12.04.1945). Архів оригіналу за 22 вересня 2012.
Орден Красной Звезды (наградной лист и приказ о награждении). Архів оригіналу за 22 вересня 2012.
Медаль «За отвагу» (наградной лист и приказ о награждении). Архів оригіналу за 22 вересня 2012.